# Matthew Bourne
Matthew Bourne, född 13 januari 1960 i London, England, är en brittisk koreograf och grundare av danskompaniet Adventures in Motion Pictures, numera kallat New Adventures. 

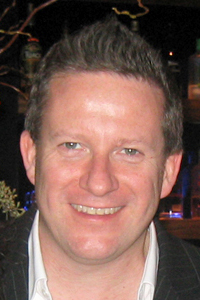
Matthew Bourne, Melbourne, 2006-11-28.

Han slog igenom i dansvärlden 1995 med sin nyskapande version av Svansjön, i vilken han bara använde manliga dansare till att porträttera svanar. I hans version, vilken utspelades i nutid, var den vackra Svanen "bara en svan" och inte en förtrollad prinsessa, och prinsen, som var olycklig i sin roll som kunglighet, inte minst på grund av att han dagligen var jagad av paparazzi, blev mer förälskad i Svanens frihet, karaktär och styrka, vilket var något som han själv önskade. Bournes version slutade med att Svanen blev levande uppäten av sin flock, eftersom de ogillade att han umgicks med en människa, varpå prinsen begick självmord. Föreställningen har sedan premiären 1995 framförts världen över och Bourne har efter genombrottet gjort sig känd för att omarbeta traditionella baletter och göra dem mer tillgängliga för en modern publik och för "vanliga människor" som inte besitter balettexpertis.